# Markézy
Markézy (francouzsky Îles Marquises či Archipel des Marquises nebo Marquises, v markézštině Te Henua Ènana či Te Fenua Ènata) jsou skupina vulkanických ostrovů ve Francouzské Polynésii, která je francouzským zámořským územím v Tichém oceánu. Nejvyšším místem souostroví je vrchol Mont Oave na ostrově Ua Pu s nadmořskou výškou 1230 m.
Markézy jsou jednou z pěti administrativních oblastí Francouzské Polynésie. Hlavní město souostroví je osada Tai o Hae nacházející se na ostrově Nuku Hiva. Počet obyvatel ostrovů činil při sčítání lidu v srpnu 2007 celkem 8632 osob; v roce 2017 to bylo již 9346 osob. Ostrovy jsou známé exotickou přírodou a možnosti potápění v jejich okolí. Z turistického hlediska jsou Markézy atraktivní tím, že zde panuje po celý rok stabilní počasí.

## Historie
První doložení obyvatelé Markéz byli Polynésané, kteří podle archeologických nálezů ostrovy osídlili před rokem 100 našeho letopočtu. Etnologické a lingvistické zkoumání nasvědčuje tomu, že do zdejší oblasti připluli z ostrovů Tonga a Samoa.
Markézy objevil 21. července 1595 španělský mořeplavec Álvaro de Mendaña de Neira a souostroví nazval po svém patronovi, jímž byl García Hurtado de Mendoza, markýz z Cañete a vicekrál Peru. Mendaña nejprve navštívil Fatu Hiva a poté ostrov Tahuata, poté pokračoval k Šalomounovým ostrovům.
Americký mořeplavec kapitán Joseph Ingraham poprvé navštívil severní Markézy roku 1791, během své plavby na brigantině Hope. Pojmenoval je Washingtonovy ostrovy. V roce 1813 zabral ostrov Nuku Hiva komodor David Porter pro Spojené státy americké, ale americký Kongres nikdy tento zábor neratifikoval. Roku 1842 vyhlásila Francie svrchovanost nad celým souostrovím a založila na Nuku Hiva francouzskou osadu (opuštěnou v roce 1859). Francouzská svrchovanost pak byla obnovena roku 1870 a souostroví bylo později začleněno do Francouzské Polynésie.
Velký přínos pro rozvoj Markéz mělo zavedení přímého leteckého spojení s letištěm v Papeete na Tahiti s ostrovy Nuku Hiva a Hiva Oa, které vzniklo až v roce 1980. Tím byl na Markézách odstartován růst turistického ruchu i celkový vývoj infrastruktury, neboť se výrazně zlepšila dostupnost Markéz, a to jak pro místní tak i pro zahraniční turisty. Většina ostrovů v souostroví je neobydlených.
V roce 2024 bylo souostroví a okolní vodní plochy zapsány na seznam světového dědictví UNESCO. Souhrnná chráněná plocha pevniny i moře je 3450 km².

## Geografie

Mapa ostrovů

Souostroví se nachází v severní části Severovýchodní tichomořské pánve Tichého oceánu. Markézy jsou geograficky rozděleny do dvou částí, které se skládají z následujících ostrovů:
Severní Markézy
- Ua HukaEiao
- Hatutu
- Motu Iti
- Motu Oa
- Motu One
- Nuku Hiva
- Ua Huka
- Ua Pou

Jižní Markézy
- Hiva `Oa
- Fatu Hiva
- Fatu Huku
- Hiva Oa
- Moho Tani
- Motu Nao
- Tahuata
- Terihi

## Fotogalerie

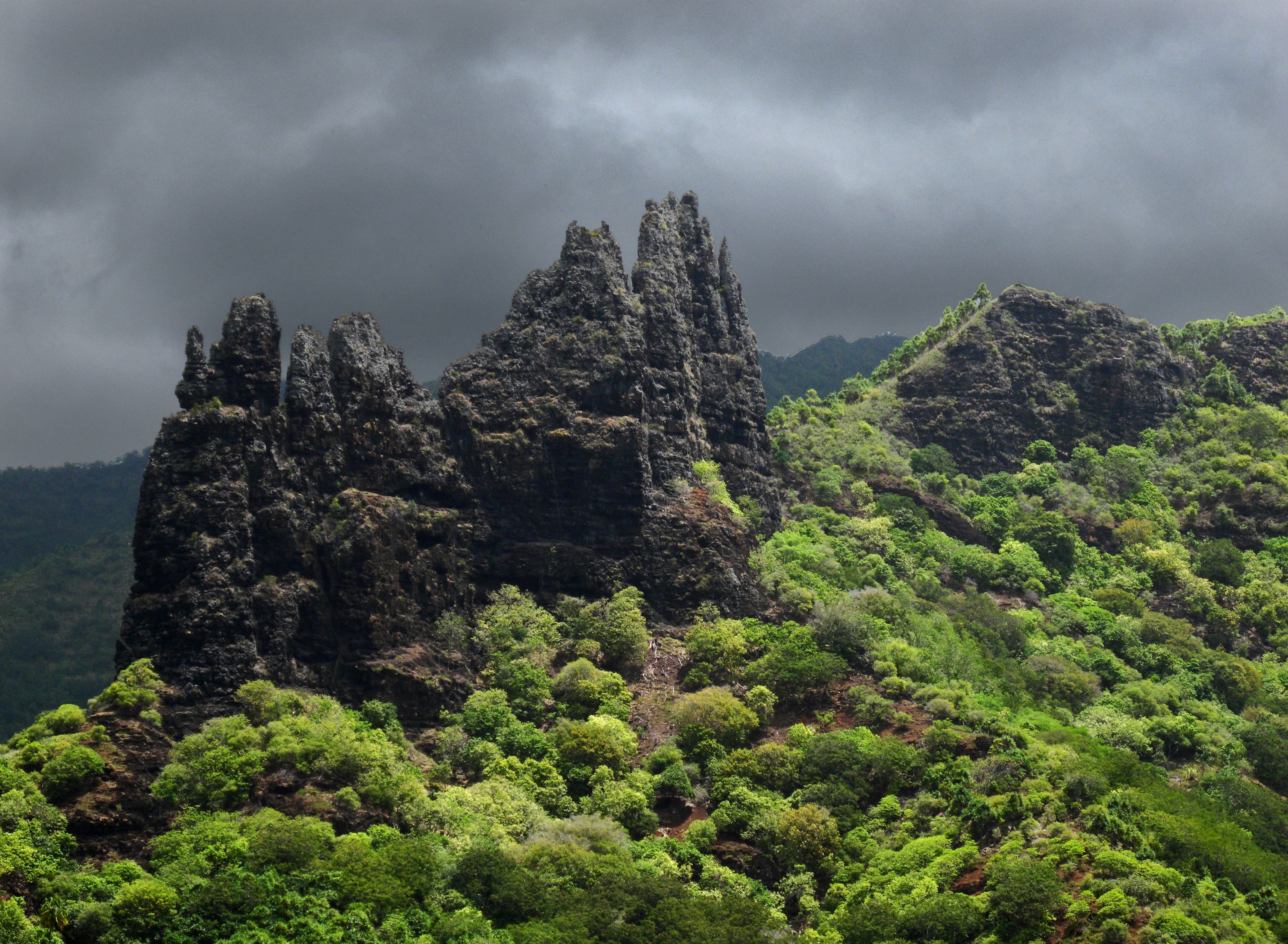
Nuku Hiva
Markézská vlajka
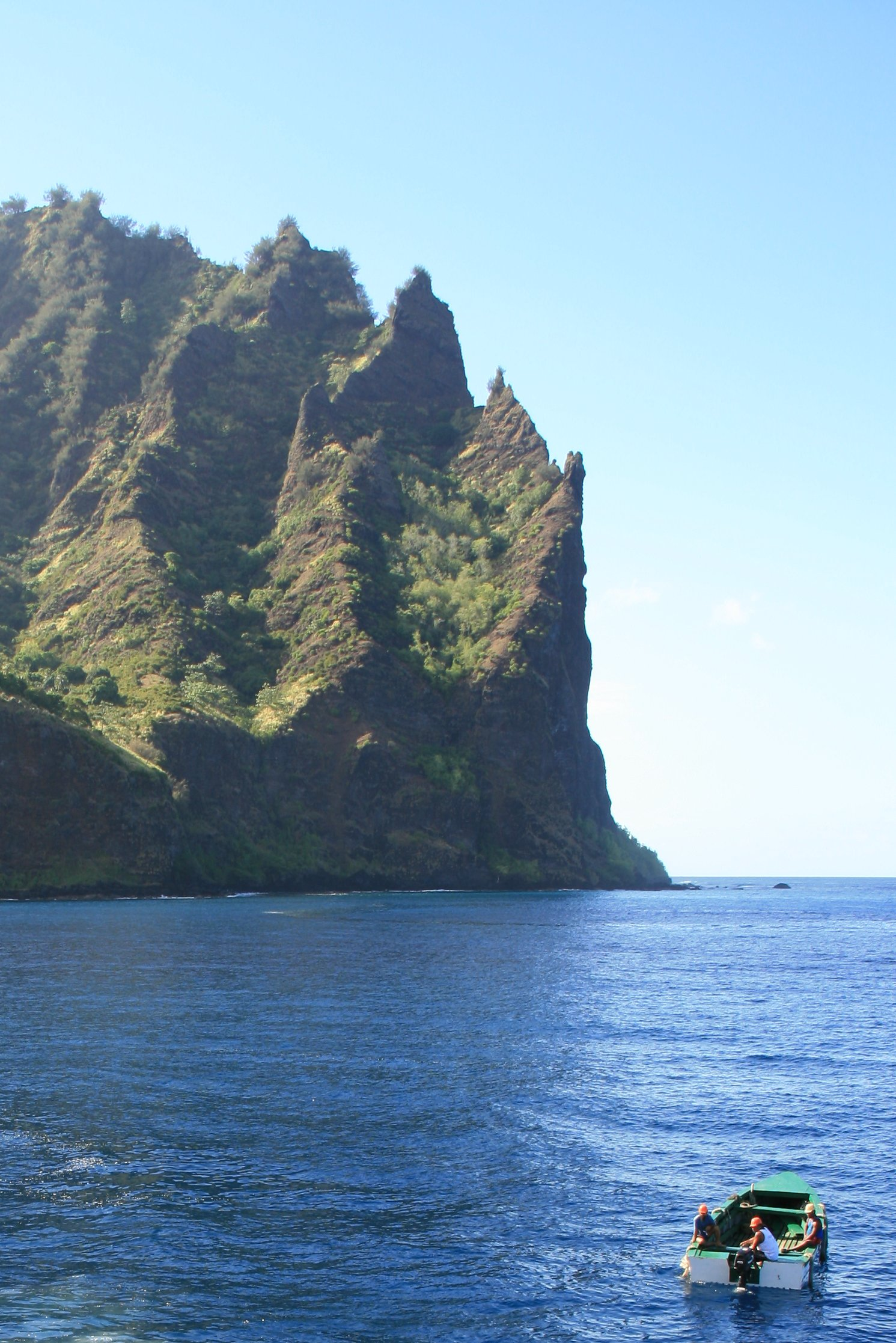
Fatu Hiva
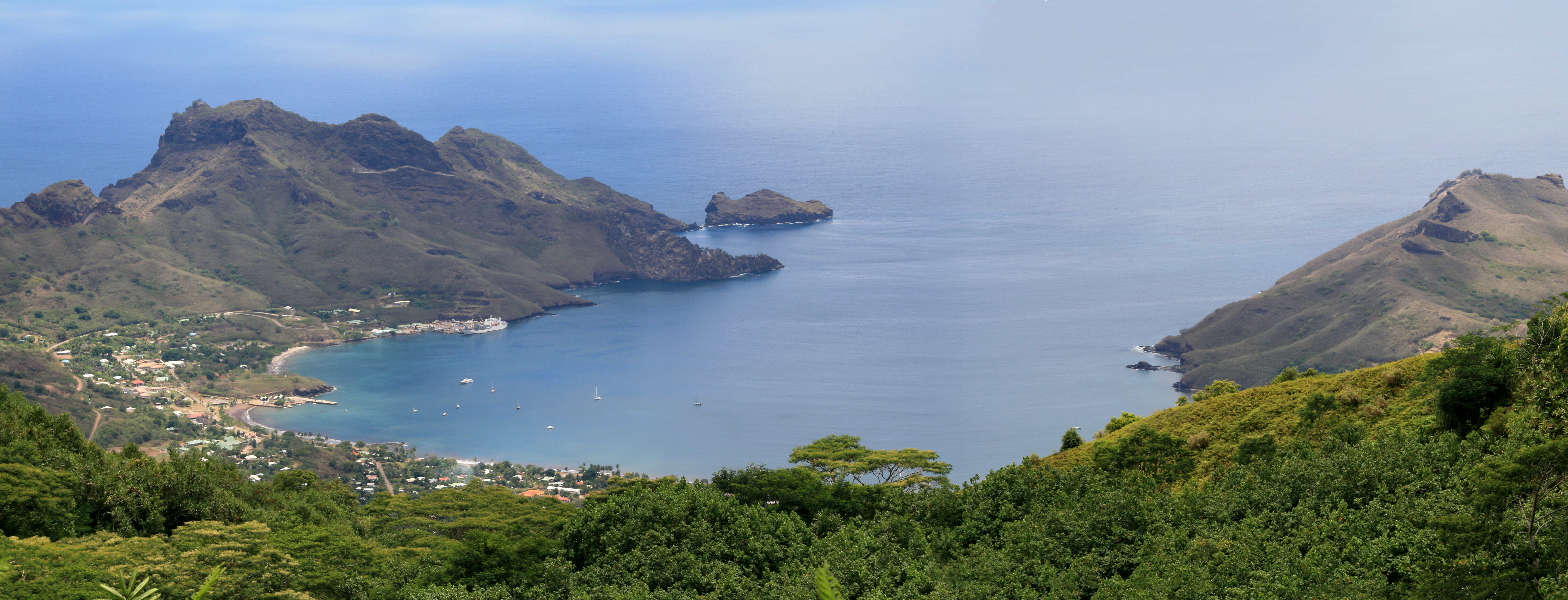
Nuku Hiva